# 在中國的非洲裔
非裔華人主要指居住在中国境內的非洲裔（含北非地區的阿拉伯裔、柏柏尔裔在內）人士。

## 來華歷史

### 1949年前
唐朝的海上丝绸之路远至波斯湾乃至非洲东海岸一带。有學者考證，唐宋時被稱之為崑崙奴、僧祇奴、黑小廝、烏鬼的群體，主要是指來自東南亞島嶼及南亞的尼格里托人，也有極少量來自非洲的尼格羅人種，僧祇奴的僧祇就是非洲奴隸出口地桑給巴爾的音譯，而源自訶陵國、室利佛逝國的僧祇奴可能來自東南亞及南亞地區，直到今日，尼格里托人仍少數散居在马来半岛以南的诸海岛上。也有學者指出唐代黑人並非來自非洲。
宋代沿袭了唐代的海上丝绸之路，和东南亚、南亚、非洲东海岸有着贸易往来。蒙元朝廷與和埃及的馬木留克王朝有政治上的往来。元朝時期的權貴，以「黑廝」作家奴為時尚，時人稱「北人女使，必得高麗女孩童，家僮必得黑廝。不如此，謂之不成仕宦。」。清末中國大量华工被贩卖到非洲，形成了一种特殊的“非洲热”，對非洲的生产水平發展亦有所提高。。

### 1949年后
中华人民共和国实行改革开放之后，非洲黑人前來廣州做生意，並留居在中國，在中國境內形成一個非洲黑人社群。2003年，廣州市的非裔人口有兩万，人數每年以百分之三十至四十的速度增長。現時广州一共有二十万非裔人口，以尼日利亚籍的人佔最多。但合法的黑人有10344人。有網上評論認為黑人因語言不通及文化衝突等因素，長期面對着不公平的待遇，但广州社科院城市管理研究所所长黄石鼎認為：“现在广州的黑人每年以30%～40%速度递增，他们已经自然地形成了很多集聚点，同时，贩毒、抢劫等刑事案件上升很快，要不了几年，问题会很严重，现在该是正视的时候了。”。
廣州黑人聚居的地方被稱為「黑人村」，衛生情況惡劣，有人當街宰羊并將動物內臟隨處丟棄，又有黑人隨地吐痰，故不少廣州人盡量避開「黑人村」。

## 人口
2015年，在中國的非洲留學生有49,792人，較2014年的人數增加了8,115人，增長19.47%。

在2016年，在中國的非洲留學生有61,594人，較2014年的人數增加了11,802人，增長23.7%。
截至2017年2月25日，在广州实有非洲国家的合法人员为10,344人。
截至2017年4月25日，广州的非裔合法人員约占广州外国人总人口（8.8万人）的17%，即14,960人。
一则来自泰勒-弗朗西斯出版集团在2020年發表的报告以Adams Bodomo在2019年的推測為例，估計中国的非洲裔总人口約500,000 在2020年, 中国的的非洲人口是4,553人(中国官方數字)。

## 中非跨國婚姻
據澎湃号「寥寥无几的」指出，在浙江省溫州市泰顺县，有25名来自马达加斯加的妇女嫁到了这里。当地的村民因为没有足够的金钱在中国娶到媳妇，因此一般通过在外务工的朋友或者媒人介绍去海外购买媳妇。这些非洲新娘来到中国以后，面临着很多挑战。她们到中国后就马上“结婚”生子，成为了母亲，然而因为户籍问题，她们并不能办理结婚手续，她们的婚姻是不受法律保护的，或者说她们只是一个生育的工具。再者因为地域文化的差异，她们和中国丈夫之间也有很多矛盾。很多非洲新娘会想回家，但是身在异国他乡的这些姑娘都在努力接受中国文化，希望融入中国的生活，经营好现在的这个家。一名嫁到浙江的馬達加斯加新娘費古麗娜表示，她還有5個姊妹通通都嫁到中國的浙閩山區來了。居住在浙江省泰順縣的馬達加斯加新娘易菲因为地域文化的差异，她们有许多习惯与中国不相同，甚至是完全不懂，易菲因为没有烧好晚饭等丈夫回家，与表姐出去玩，被下班回家的丈夫暴打。
網傳在2011年，一名53歲的中國北京畫家楊彥，和來自塞拉利昂，當時只有24歲的愛達結婚。這位中非夫婦的婚禮耗資4千萬人民幣，並曾經登上北京電視台的訪談節目大秀恩愛。有了妻女的杨彦，在创作上也更加顺畅，他不但荣获了美国5个城市市政府颁发的6个奖状和荣誉证书，还被誉为对美国社会与文化有突出贡献的文化使者，前几年，他们一家三口还一起上了春晚，时至今日，他们一家依然幸福如初。
另外一名從衣索比亞嫁四川省廣安市的女子莎莎，在两人登记结婚的第三天，其丈夫阿伟给莎莎打来热水，但莎莎并未理會，而是蒙着被子睡觉并将阿伟打来的热水踢翻了。阿伟有些生气，习惯性地说了一句“滚”。但阿伟没想到，这一次莎莎竟听懂了自己说的“滚”字，随后莎莎便开始生氣並打算離婚，卻發現根本找不到懂阿姆哈拉語（衣索比亞的官方語言）的人才來進行離婚手續。

## 社會矛盾
2017年3月3日，全國政協委員潘慶林在中國人民政治協商會議第十二屆全國委員會第五次會議上提交一份名為《建議國家從嚴從速全力以赴解決廣東省非洲黑人群居的問題》的提案，認為非洲裔外國人「三非」（非法入境、非法居留、非法工作）對國內造成嚴重的社會治安問題、公共衛生問題與民族種族問題等重大隱患
。
據報道，2016年以來，广州查处的“三非”外国人员（指未经合法手续而在中国非法就业、非法入境和非法居留的外国人）总量连续两年下降，2016年同比减少了20 .7%，白云区的公安人員透露，外国人管理工作存在不少困难，比如耗费大量的人力、物力、财力将“三非”外国人遣送回国后，一些三非外国人员因为在广东打工收入高，很快又回流了；一些孕、病、残人士又不具备进看守所的条件，给管理工作带来了极大压力；许多房屋租赁机构不能按规定及时向公安局反馈相关情况。
有學者表示，与单一民族占压倒多数聚居的情況相比，在多民族混居的状态下，居民之間產生摩擦沖突的几率较高，语言、宗教和风俗的不同都可能产生摩擦，相比起在单一民族聚居的情况下个体之间所發生的摩擦，換在多民族混居的状态時較容易上升到民族冲突的层次；又指出如果外來移民群体的人数在当地占比较少，他们一方面因為与原住民接触交流机会較高而更容易融合于原住民的生活，而且他们也因為人口数量稀少或人口占比極低的劣势而能有效遏制外來移民群体之中不轨之辈的异念；如果外來移民群体在较短的时间内，人口膨胀到很大数量就可以原來的種族或宗教等为凝聚核心而形成了足够大的单一外來移民群体勢力，这个外來移民群体勢力在东道国或东道国局部地区內的人口逐渐上升，只要东道国的政治环境許可，声称代表这个外來群体的政治力量就将应运而生。这种政治力量一旦形成，为了维护及扩张自己在东道国政坛上的地位，該政治力量所想要推进的就不会是令外来移民融入当地社会，反而是刻意强调、乃至制造外来移民与当地社会的種種不同，并片面要求对这类与当地社会或原住民的不同给予“宽容”，在西方世界的诸如“多元文化”之类“政治正确”的思潮影響下，这种片面要求当地社会或原住民向外來移民群体“宽容”的倾向又会受到进一步激励。

## 治安問題
| 日期          | 經過 |
| ------------- | --- |
| 2004年1月3日  | 广州一名黑人青年试图强行闯入当地电视台。 |
| 2012年5月8日  | 北京宣武门地铁站附近，一名24岁英国籍黑人男子试图当街强奸一名中国女子，后被几名中国男子阻拦、群殴。 |
| 2013年8月13日 | 廣州警方動用過千警力，包圍廣園西路附近的利華酒店，展開清查行動，過程中繳獲大批疑似冰毒、海洛因等各類毒品、吸食毒品工具、大量毒資以及仿真手槍、鋼珠手槍，抓捕涉嫌販賣毒品的違法犯罪人員168人，其中大部分為非洲裔，多是西非籍人士（奈及利亞、馬里等幾個國家較多）。                                                                  |
| 2014年全年    | 長期盤踞在廣東的非洲裔販毒團伙與巴基斯坦籍等販毒集團不斷糾集多國籍販毒人員、以人體藏毒等多種販毒方式向中國境內輸入「金新月」海洛因。 |
| 2015年全年    | 以非洲裔為代表的國際販毒團伙向中國販運「金新月」海洛因的問題突出。 |
| 2016年全年    | 外國籍人員在華販毒活動呈增多趨勢，非洲裔、南亞裔等國際販毒集團向中國販運「金新月」海洛因突出。 |
| 2016年        | 經一名快遞员舉報毒品案件的線索，白雲警方成立專案組針對此案展開偵查，白雲警方於6月7日兵分兩路，出動30多名警力，分別在廣州、東莞兩地抓獲了非洲籍嫌疑男子5名，破獲了一宗特大跨境運毒案。根據《廣州市公安局舉報毒品違法犯罪獎勵辦法》，該名快遞员在7月5日獲得警方的19萬元獎勵金。                                                      |
| 2017年4月20日 | 廣州公安召開新聞發布會，通報了一起跨國走私毒品案，4名非洲籍人員落網，其中2名在廣州被刑拘。抓捕過程中，兩名疑犯為了躲避警方，其中一名躲在陽台窗簾後面，被電擊槍直接電倒在地面；另一名藉助膚色，躲在燈壞了的廚房裡。 |
| 2017年        | 湖南长沙一名幼儿园英语黑人教师，当着众多幼儿的面，试图性侵女教师。 |
| 2020年4月1日  | 广州一名尼日利亚籍男子、新冠肺炎确诊患者Okonkwonwoye Chika Patrick，不配合治疗，殴打、咬伤护士。 |
| 2021年6月14日 | 宁波工程学院外籍英语教师沙迪德·阿卜杜勒·马丁（Shadeed Abdul Mateen）在鄞州区通途路世纪大道附近树林中持刀杀死了同校一名23岁大三女生陈施君，疑犯自称事件起因于“感情纠纷”。面对舆论質疑，鄞州公安分局发通报称，将严格规范执法，“确保办成铁案”。虽然该案在社交媒体引发包括“超国民待遇”问题在内的大量讨论，但中国主流媒体并未突出报道。 |
| 外部          | |
| 电视新闻报道  | |

## 著名中国籍非裔
- 婁婧曾參加東方衛視的選秀節目《加油！東方天使》。
- 丁慧为中非混血儿是中国男子排球运动员。
- 祝銘震，中國男子籃球國家隊成員，CBA廣州龍獅隊球員。